# Rainer Wagner (Journalist)
Rainer Wagner (* 1948 in Bamberg) ist ein deutscher Journalist (Kultur, Restaurantkritiker) der Hannoverschen Allgemeinen Zeitung (HAZ), deren Kulturredaktion er leitete.

## Biografie
Wagner wuchs in Bamberg auf und machte dort Abitur. Er absolvierte ein Volontariat an der Deutschen Journalistenschule in München und studierte, nachdem er als Feuilletonredakteur in Stuttgart gearbeitet hatte, Germanistik, Musik- und Theaterwissenschaft in Erlangen. Zunächst war er freiberuflich tätig für Rundfunk, Tageszeitungen und Fachzeitschriften (Fonoforum, Klassik heute, Die Deutsche Bühne, Opernwelt). Er war 35 Jahre lang seit 1978 Musik- und Kulturkritiker bei der HAZ, zunächst elf Jahre als Musikkritiker dann als Leiter der Kulturredaktion und zuletzt als Kulturreporter. Von 2003 bis 2009 war er Mitglied des Hochschulrats der Hochschule für Musik, Theater und Medien Hannover. 2013 ging er in den Ruhestand, arbeitet aber weiter als freier Autor.
Außer als Musikkritiker (klassische Musik, Oper, aber auch Pop, insbesondere Liedermacher, Songwriter) machte er sich auch als Restaurantkritiker einen Namen und er ist selbst Amateurkoch. Er ist seit langem in diversen Juries des Preises der Deutschen Schallplattenkritik (zum Beispiel Orchestermusik).

## Veröffentlichungen
- Rainer Wagner: Asmus Petersen - Die Weise von Liebe und Tod. In: Niedersächsische Lottostiftung (Hrsg.): Kunst der Gegenwart aus Niedersachsen. Band 58. Hannover 2003, ISBN 3-00-012749-6.
- Heiko Postma, Rainer Wagner (Hrsg.): Galerie der Detektive: 123 Porträts von Sherlock Holmes bis Nero Wolfe, mit einer Bibliographie. Linolschnitte von Hela Woernle. Revonnah Verlag, Hannover 1997, ISBN 3-927715-50-6.

## Auszeichnungen
- Theodor Heuss-Medaille 1967[4]
- „Goldene Serviette“ (Journalistenpreis für Gastronomie-Journalismus) 1987[5]